# Benjamin Franklin Smith
 (juin 2023).
Si vous disposez d'ouvrages ou d'articles de référence ou si vous connaissez des sites web de qualité traitant du thème abordé ici, merci de compléter l'article en donnant les références utiles à sa vérifiabilité et en les liant à la section « Notes et références ».
Pour les articles homonymes, voir Benjamin Smith et Smith.
Benjamin Franklin Smith (1865 - 1944) était un marchand et un homme politique canadien du Nouveau-Brunswick.

## Biographie
Benjamin Franklin Smith est né le 8 mai 1865 à Jacksonville, au Nouveau-Brunswick. Il devient marchand, mais se lance en politique en devenant député provincial conservateur de la circonscription de Carleton. Il effectue 3 mandats de 1903 à 1908, de 1915 à 1920 et enfin de 1925 à 1930. Il sera ministre des Travaux publics du 17 août 1916 à février 1917.
Il tente parallèlement de devenir député fédéral mais est battu en 1908 et 1911 dans la circonscription de Carleton puis en 1921 dans la circonscription de Victoria—Carleton. Il obtient finalement la victoire le 28 juillet 1930 face à Albion Roudolph Foster.
Smith est ensuite nommé au sénat le 14 août 1935 sur avis de Richard Bedford Bennett et occupe cette fonction jusqu'à sa mort, le 19 mai 1944.